# Elphos praeumbrata
Elphos praeumbrata är en fjärilsart som beskrevs av W. Warren 1893. Elphos praeumbrata ingår i släktet Elphos och familjen mätare. Inga underarter finns listade i Catalogue of Life.